# Гринхорн (Калифорнија)
Гринхорн (енгл. Greenhorn) насељено је место без административног статуса у америчкој савезној држави Калифорнија.

## Демографија
По попису из 2010. године број становника је 236, што је 90 (61,6%) становника више него 2000. године.
| Група             | 2000.       | 2010.       |
| Белци             | 131 (89,7%) | 198 (83,9%) |
| Афроамериканци    | 0 (0,0%)    | 1 (0,4%)    |
| Азијати           | 0 (0,0%)    | 2 (0,8%)    |
| Хиспаноамериканци | 7 (4,8%)    | 22 (9,3%)   |
| Укупно            | 146         | 236         |